# Leurus
Leurus is een geslacht van insecten uit de orde vliesvleugeligen (Hymenoptera) en de familie Ichneumonidae.

## Soorten
- L. caeruliventris (Cresson, 1868)
- L. discus Gauld & Sithole, 2002
- L. eraticus Gauld & Sithole, 2002
- L. fascialis Gauld & Sithole, 2002
- L. gracius Gauld & Sithole, 2002
- L. metallicus Gauld & Sithole, 2002
- L. nostrus Gauld & Sithole, 2002
- L. pusillanimus Gauld & Sithole, 2002
- L. sylvaticus Gauld & Sithole, 2002
- L. vaporus Gauld & Sithole, 2002
- L. xalifer Gauld & Sithole, 2002